# Reta Shaw

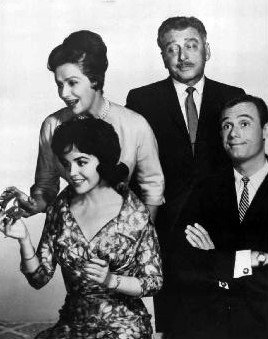
Reparto de Ichabod and Me. Arriba, Reta Shaw y George Chandler. Abajo, Christine White y Robert Sterling

Reta Shaw (South Paris, Maine; 13 de septiembre de 1912 – Encino, California; 8 de enero de 1982) fue una actriz teatral, cinematográfica y televisiva estadounidense, conocida por interpretar a personajes autoritarios, como amas de llaves y esposas dominantes.

## Biografía

### Carrera
Nacida en South Paris, Maine, se graduó en estudios teatrales en la Leland Powers School de Boston, Massachusetts.
Shaw actuó en el circuito de Broadway con un papel cómico, el de Mabel, en la producción original de The Pajama Game en 1954, participando también en Gentlemen Prefer Blondes, Picnic, y Annie Get Your Gun, esta última gira representada en gira junto a Mary Martin. También trabajó en varios largometrajes, entre ellos Picnic, The Pajama Game, Mary Poppins, Pollyanna, The Ghost And Mr. Chicken, Bachelor in Paradise (con Bob Hope) y La montaña embrujada.
Para la televisión participó en diferentes shows, entre ellos Mr. Peepers, Armstrong Circle Theater, Alfred Hitchcock Presents y The Millionaire. En el programa de la CBS The Dick Van Dyke Show fue una trabajadora de la oficina de empleo. En 1966 hizo un pequeño papel en el show de la ABC That Girl, y ese mismo año encarnó a la agente Bessie en el episodio de I Spy "Lisa". Sin embargo, quizás fue más recordada entre los televidentes por su papel de ama de llaves en la serie televisica El fantasma y la señora Muir.
Shaw actuó en la primera temporada (1958–1959) del programa de la CBS The Ann Sothern Show, haciendo el papel de Flora Macauley, la esposa de Jason Macauley, personaje interpretado por Ernest Truex. También trabajó en Pollyanna en 1960, con el papel de Tillie Langerlof. En la temporada de 1960-61 fue el ama de llaves Thelma en The Tab Hunter Show. Nuevamente fue ama de llaves en 1961-1962 en la serie de la CBS Ichabod and Me, protagonizada por Robert Sterling y George Chandler.
En 1961 fue Cora en "Uncle Paul's New Wife", episodio de la sitcom de la CBS Pete and Gladys, protagonizada por Harry Morgan y Cara Williams, y en el cual trabajaba Gale Gordon.
Shaw actuó en 1962 en la serie western de la NBC Outlaws, trabajando con Barton MacLane. Posteriormente fue artista invitada en la serie de antología de la CBS The Lloyd Bridges Show. En 1964 fue Tenney en "The Richard Bloodgood Story", un episodio de la serie de ABC Wagon Train. Shaw hizo también un personaje recurrente, el de Bertha/Hagatha, en la serie televisiva Bewitched, y fue Miss Gormley en un episodio de la producción de la NBC The Brian Keith Show.
Otros de sus papeles fueron el de Big Maude Tyler en el episodio de la serie de la CBS The Andy Griffith Show titulado "Convicts at Large", y el de Eleanora Poultice en una entrega de la cuarta temporada del mismo show. También trabajó en el episodio 15, "Return from Outer Space", perteneciente a Perdidos en el espacio (1965). Al año siguiente fue Mrs. Halcyon Maxwell en The Ghost and Mr. Chicken, un film protagonizado por Don Knotts.
Además, Shaw actuó en 1968 en un episodio de Mi bella genio, "Jeannie and the Wild Pipchicks". En la serie de la ABC La extraña pareja participó en la entrega titulada "Maid for each Other". En 1973 fue Ozella Peterson en el capítulo de Emergency! "Snakebite". Su última actuación tuvo lugar en el film de 1975 La montaña embrujada, con el papel de Mrs. Grindley.

### Vida personal
Shaw falleció a causa de un enfisema en Encino, California, el 8 de enero de 1982. Tenía 69 años de edad. Sus restos fueron incinerados y las cenizas conservadas en un nicho en el Columbario del Recuerdo, en el Cementerio Forest Lawn Memorial Park de Hollywood Hills.
En el momento de su muerte, Shaw estaba divorciada del actor William A. Forester, con el que había tenido una hija, Kathryn Anne Forester.

## Selección de su filmografía
- Picnic, de Joshua Logan (1955)
- Man Afraid, de Harry Keller (1957)
- All Mine to Give, de Allen Reisner (1957)
- The Pajama Game, de George Abbott y Stanley Donen (1957)
- The Lady Takes a Flyer, de Jack Arnold (1958)
- Pollyanna, de David Swift (1960)
- Sanctuary, de Tony Richardson (1961)
- Bachelor in paradise, de Jack Arnold (1961)
- A Global Affair, de Jack Arnold (1964)
- Mary Poppins, de Robert Stevenson (1964)
- That Funny Feeling, de Richard Thorpe (1965)
- Marriage on the Rocks, de Jack Donohue (1965)
- The Loved One, de Tony Richardson (1965)
- The Ghost and Mr. Chicken, de Alan Rafkin (1966)
- Made in Paris, de Boris Sagal (1966)
- La montaña embrujada, de John Hough (1975)